# Stadion Polonii Warszawa

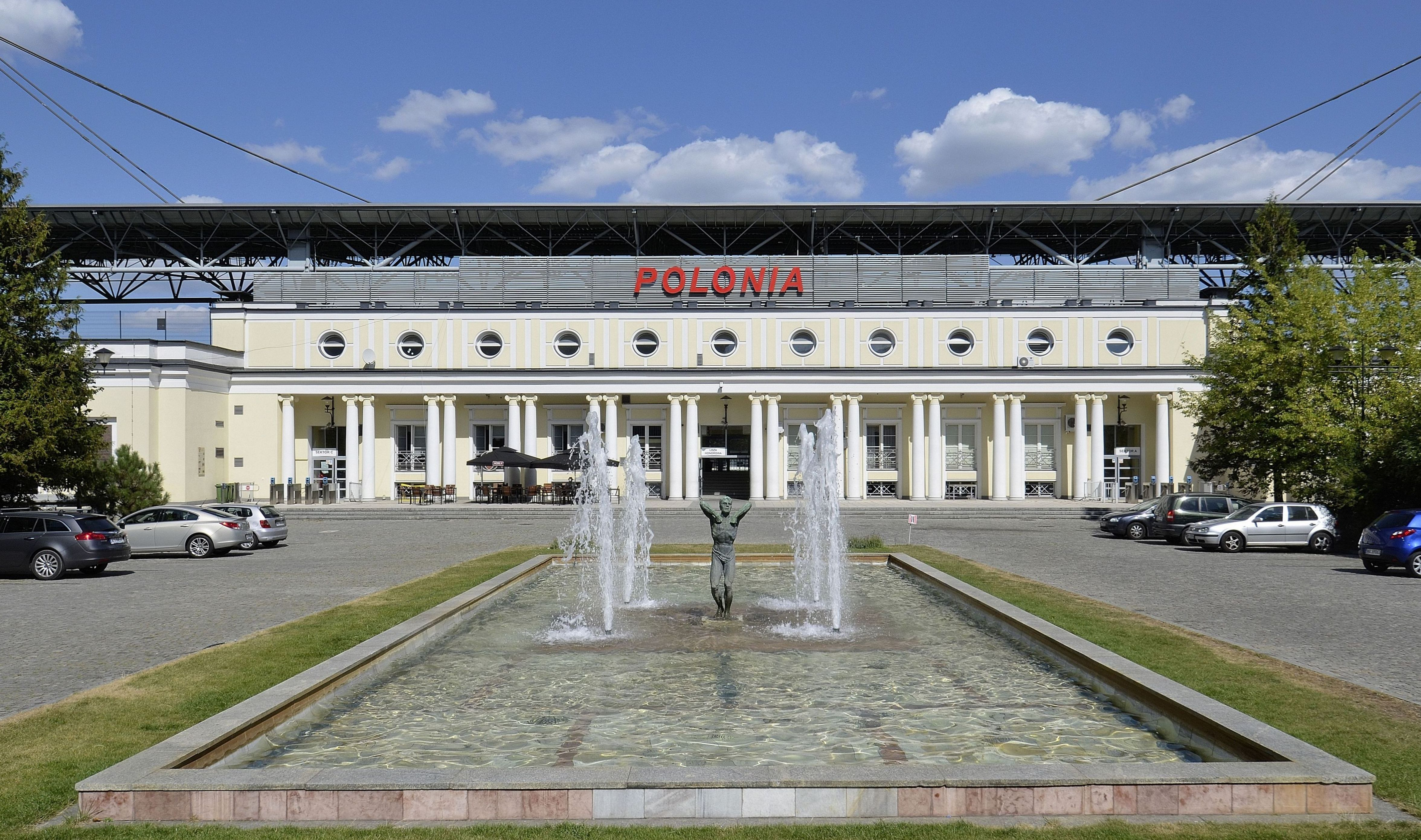
Stadion od strony ulicy Bonifraterskiej

Stadion Polonii Warszawa im. gen. Kazimierza Sosnkowskiego – stadion użytkowany przez klub Polonia Warszawa, znajdujący się na Nowym Mieście przy ulicy Konwiktorskiej 6. 
Właścicielem obiektu jest miasto stołeczne Warszawa, a zarządcą Stołeczne Centrum Sportu Aktywna Warszawa.
Pojemność stadionu wynosi 7150 miejsc.

## Historia

### Od powstania stadionu do wybuchu II WŚ
Początkowo Polonia nie miała własnego boiska i grała głównie na Agrykoli. Stan ten postanowiono zmienić w połowie lat dwudziestych. 
Pierwsze prasowe doniesienia o placu pod budowę stadionu „Polonia” pochodzą z 1923 roku i dotyczą 2 hektarów obok placu Broni. Ostatecznie klub otrzymał prawie 5-hektarową działkę kilkaset metrów dalej, przy ulicy Konwiktorskiej. Początkowo planowano zbudować tu dość duży stadion na 20 tys. miejsc według projektu architekta Juliusza Nagórskiego. Koszty budowy wyliczono na ok. 1 400 000 ówczesnych złotych, co jak się okazało było zbyt dużym przedsięwzięciem. Dlatego zmieniono plany i rozpoczęto budowę prowizorycznego obiektu, np. przeniesiono drewniane trybuny z parku Sobieskiego. Należy tu wspomnieć, że już w 1916 roku Tadeusz Tołwiński zaprojektował stadion Klubu Polonia na dawnej esplanadzie Cytadeli i być może to właśnie ten plan stał się podstawą zrealizowanego wiele lat później obiektu. 
Klub dysponował na początek sumą ok. 60 000-80 000 zł. W 1926 roku gazety donosiły o postępach prac na stadionie „Polonii”, gdzie pracowało 50 robotników niwelujących ziemię i ustawiających ogrodzenie. Klub otrzymał wsparcie najpierw 8000 zł, a następnie 39500 zł z funduszu dla bezrobotnych. „Roboty ziemne wykonane zostaną według planów p. Nagórskiego, a reszta sposobem gospodarskim” - donoszono w gazetach. Sportowcy, nawet ci najbardziej znani, społecznie pomagali w budowie, np. przy sadzeniu kilkuset topoli i kilkudziesięciu krzewów otaczających obiekt. Prace szły pełną parą, ale środki były ograniczone więc całość realizowano w trzy lata. 15 sierpnia 1928 roku stadion był już gotów i rozegrano tu pierwszy mecz piłkarski (Polonia-Hasmonea Lwów 5:0), ale oficjalne otwarcie nastąpiło 30 września. W uroczystościach wzięli udział oficjele rządowi, a w przemówieniu płk Juliusz Ulrych powiedział:

Klub nie może być odgrodzony chińskim murem od świata. Musi być jak czytelnia ludowa, otwarty i dostępny dla szerokiego ogółu.

Rozegrano mecz koszykówki, miał miejsce pokaz lotniczy i rozegrano mecz piłkarski Polonia – Wisła Kraków 2:7.
Płyta stadionu na rzucie owalu składała się z wewnętrznego boiska i otaczającej go bieżni. Po stronie zachodniej, od ulicy Bonifraterskiej wybudowano trybuny z przewężoną partią wejściową pośrodku. W linii tej ulicy stał długi budynek o nieustalonym wyglądzie.
Na sportową infrastrukturę Polonii składał się stadion z lekkoatletyczną bieżnią i trybunami na 10 000 widzów. Boisko piłkarskie i bieżnia odgrodzone były od miejsc dla publiczności charakterystyczną betonową barierą, której resztki są widoczne na stadionie do dziś. Od strony wschodniej usypano wał ziemny dla miejsc stojących (poprzednik tzw. Trybuny Kamiennej). Od strony ul. Bonifraterskiej stała wysoka drewniana trybuna. Kompleks sportowy uzupełniały 4 korty tenisowe i boisko do gier sportowych. To ostatnie zimą zamieniano (począwszy od 1930 roku) w lodowisko, które jako pierwsze w stolicy otrzymało sztuczne oświetlenie i radiowęzeł. Tor lodowy urządzono także na bieżni (od 1935 roku), ale obie zimowe inwestycje uzależnione były od kaprysów pogody. Pod koniec lat trzydziestych wykonano wiele prac remontowych i budowlanych np. przebudowano bieżnię, uzupełniono sieć wodociągową, wyremontowano szatnie, usypano wał ziemny dla miejsc stojących i wykonano na nim betonowe stopnie. Planowano również wyłożyć te stopnie różowym granitem i zbudować dalsze na łukach. W planach były również sala do tenisa na zimę, sale szermiercze itd. Całość terenu należącego do Polonii wynosiła ok. 5000 m². Tak więc w latach międzywojennych klub nie posiadał własnej hali sportowej ani przystani, korzystając z gościnności sal szkolnych lub ośrodka AWF. Od strony Konwiktorskiej funkcjonowały mieszkanie dozorcy, pokój klubowy i kasy.

### II Wojna Światowa
W okresie okupacji stadion został przejęty przez niemiecką policję.
W czasie powstania warszawskiego, w nocy z 21 na 22 sierpnia 1944 roku, oddziały batalionów „Zośka” i Czata „49” wyprowadziły przez boisko Polonii uderzenie w stronę Dworca Gdańskiego. Chodziło o uzyskanie połączenia Starego Miasta z Żoliborzem. Natarcie nie powiodło się, a w walkach zginęło 12 powstańców. Obiekt uległ zniszczeniu, ocalała jedynie płyta stadionu. 

### Lata 1945 - 1989
Po zakończeniu II wojny światowej stadion próbowała przejąć komunistyczna młodzieżówka – Związek Walki Młodych. Proces sądowy o prawa do obiektu zakończył się 27 listopada 1947 wyrokiem Sądu Okręgowego przywracającym stadion klubowi. Po koniecznych pracach remontowych jesienią 1950 roku rozegrano tu pierwszy mecz ligowy: Polonia-CWKS Warszawa 2:1.  
Oprócz nowych trybun wzniesiono socrealistyczny gmach wielofunkcyjny o reprezentacyjnym wejściu od Bonifraterskiej. Od tej pory wchodzi się do obiektów klubowych od Bonifraterskiej, ale i tak wierni kibice klubu niezmiennie mówią, że chodzą na mecze na Konwiktorską. 
W latach 1974–1978 prowadzono kolejny remont płyty boiska, a piłkarze grywali przeważnie na obiektach Marymontu i Warszawianki. W tym czasie pojawił się na bieżni lekkoatletycznej tartan (który potem sprawiał wiele kłopotów przy kolejnych modernizacjach).
W połowie lat osiemdziesiątych pojawiły się kolejne ambitne plany. Mówiło się o budowie hali z prawdziwego zdarzenia, planowano wydłużenie basenu do 50 metrów. Skończyło się na kolejnym remoncie i nieznacznym poszerzeniu płyty boiska i postawieniu baraków mieszczących administrację klubu, które miały być tymczasowe, a stoją do dziś na terenie dawnych boisk do gier. 

### Okres 1989 - 2018
W połowie lat dziewięćdziesiątych wymieniono na trybunie głównej drewniane ławki na krzesełka. Nieco wcześniej zamontowano wokół trybun kraty. Pojawiła się też wydzielona, posiadająca oddzielne wejście trybuna przeznaczona dla kibiców gości.
3 marca 2010 roku jedyny raz na stadionie zagrała piłkarska reprezentacja Polski, pokonując w meczu towarzyskim Bułgarię 2:0.

### Okres po 2018. Projekt nowego stadionu
W sierpniu 2018 Rada m.st. Warszawy przyznała na rozbudowę stadionu kwotę 158 mln zł, która została wpisana do wieloletniej perspektywy finansowej. Stadion ma pomieścić 15,5 tys. widzów, obok mają również powstać nowa hala sportowa dla siatkarzy i koszykarzy oraz parking.

## Trybuny stadionu

### Trybuna główna
W pełni zadaszona i wysoka "Trybuna Główna" najchętniej jest wybierana przez rodziny z dziećmi oraz osoby starsze. Miejsce to pozwala obserwować specjalne choreografie przygotowane przez kibiców zasiadających na przeciwległej „Kamiennej”.

### Trybuna Kamienna
Potoczna nazwa wschodniej trybuny stadionu. Nazwa wzięła się od trybuny o konstrukcji ziemno-betonowej bez krzesełek bądź ławek, miejsca, z którego mecze Polonii oglądali najbardziej zagorzali fani. W 2004 roku nastąpiła modernizacja tej części stadionu, dzięki czemu „Kamienna” została zadaszona.

### Sektor gości
Dotychczas mógł przyjąć około 500 osób, ale w sierpniu 2009 roku zainstalowano tu 352 krzesełka. Jest on położony od strony ul. Międzyparkowej, w północnej części stadionu.

## Architektura budynku klubowego z 1954 roku
Julian Brzuchowski w Roczniku historii sztuki opisał architekturę tego budynku w następujący sposób: 

Fasada budynku głównego mieszczącego basen i sale treningowe jest podniosłą opowieścią o tym, co kryje się za nią - „Przed nami błyszczy w słońcu ozdobiona czterema płaskorzeźbami o tematyce sportowej frontowa elewacja gmachu. W środku, wśród obłożonych kamieniem kolumn jońskich i otoczonych ornamentami ośmiu okien, czernią się szlachetnym drzewem i kutym metalem drzwi". Pałacowa forma budynku stadionu, określona jako „wizja małego pałacu sportu", służyła idei „monumentalnego wypoczynku", którą najpełniej realizować miała „wielka zdobycz w tej dziedzinie, powstała w nowych socjalistycznych warunkach życia ludzkiego".

## Galeria

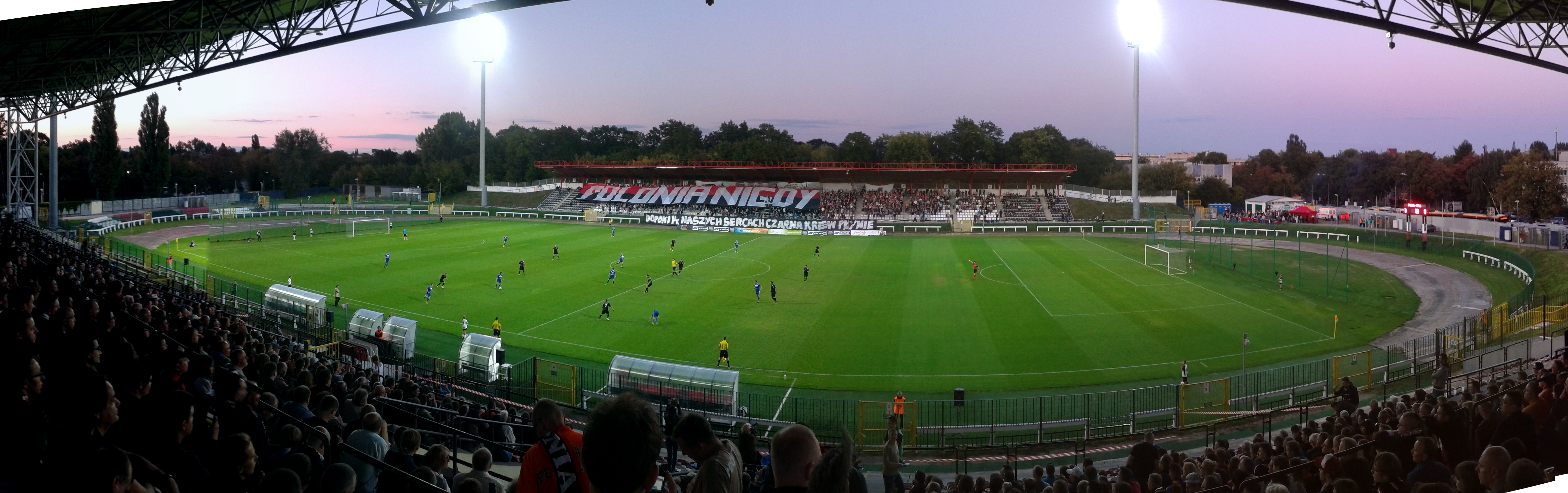
Panorama stadionu podczas meczu Polonia Warszawa - Wkra Żuromin, widok na trybunę „Kamienną” (IV liga, grupa mazowiecka północna, 25 sierpnia 2013)